# FIFA Svjetsko klupsko prvenstvo 2001.
FIFA Svjetsko klupsko prvenstvo 2001. je trebalo biti drugo izdanje svjetskog klupskog prvenstva, koje se planiralo odigrati 2001. u Španjolskoj. Na prvenstvo su bila pozvana 12 kluba iz šest konfederacija. Natjecanje je otkazano zbog propasti FIFA-ine marketinške kompanije ISL.
18. svibnja 2001., FIFA je objavila da se prvenstvo odgađa do 2003. Međutim, drugo izdanje prvenstva odigrano je tek 2005. u Japanu. 

## Momčadi u natjecanju
Sljedeće su se momčadi kvalificrale za FIFA Svjetsko klupsko prvenstvo 2001.
| Momčad              | Konfederacija | Kvalificirani kao                                  |
| ------------------- | ------------- | -------------------------------------------------- |
| Al Hilal            | AFC           | Pobjednik Azijskog superkupa 2000.                 |
| Jubilo Iwata        | AFC           | Pobjednik Azijskog superkupa 1999.                 |
| Hearts of Oak       | CAF           | Pobjednik CAF Liga prvaka 2000.                    |
| Zamalek             | CAF           | Pobjednik Afričkog kupa pobjednika kupova 2000.    |
| Los Angeles Galaxy  | CONCACAF      | Pobjednik CONCACAF Kupa prvaka 2000.               |
| Olimpia             | CONCACAF      | Doprvak CONCACAF Kupa prvaka 2000.                 |
| Boca Juniors        | CONMEBOL      | Pobjednik Copa Libertadoresa 2000.                 |
| Palmeiras           | CONMEBOL      | Pobjednik Copa Libertadoresa 1999.                 |
| Wollongong Wolves   | OFC           | Pobjednik Oceanijskog klupskog prvenstva 2000./01. |
| Galatasaray         | UEFA          | Pobjednik Kupa UEFA 1999./00.                      |
| Real Madrid         | UEFA          | Pobjednik UEFA Lige prvaka 1999./00.               |
| Deportivo La Coruña | UEFA          | Pobjednik La Lige 1999./00.                        |

## Stadioni
Stadioni na kojima su se trebali održati susreti FIFA Svjetskog klupskog prvenstva 2001. bili su:
- Estadio Riazor, A Coruña
- Stadion Santiago Bernabéu, Madrid
- Stadion Vicente Calderón, Madrid
- Estadio Multiusos de San Lázaro, Santiago de Compostela

## Natjecanje
Ždrijeb prvenstva održao se 6. ožujka 2001. u La Coruñi. Međutim, natjecanje je otkazano 18. svibnja, zbog kombinacije više čimbenika, ali najviše zbog pada FIFA-ine marketinške tvrke International Sport and Leisure (ISL). Prvenstvo se trebalo sastojati od 12 momčadi, podjeljene u 3 skupine po četiri ekipe. Natjecanje po skupinama trebalo je trajati od 28. srpnja do 6. kolovoza 2001. Drugi dio natjecanja sastojao bi se od polufinala u kojem bi igrali pobjednici skupina i najbolja drugoplasirana momčad. Poražene momčadi u polufinalu igrale bi za treće mjesto, dok bi se pobjednici sučelili u finalu na madridskom Santiago Bernabéuu 12. kolovoza 2001.

### Ždrijeb skupina
| Skupina A              |             | Skupina B          |  | Skupina C |
| Boca Juniors           | Al-Hilal    | Hearts of Oak      |  |           |
| Deportivo de La Coruña | Galatasaray | Júbilo Iwata       |  |           |
| Wollongong Wolves      | Olimpia     | Los Angeles Galaxy |  |           |
| Zamalek                | Palmeiras   | Real Madrid        |  |           |

## Vanjske poveznice
- Otkazano Svjetsko klupsko prvenstvo 2001. na RSSSF.com (engl.)